# ラカイン族の民族運動

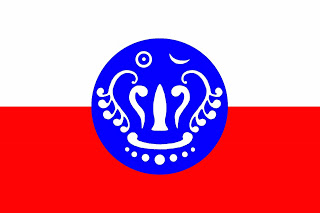
ラカイン州旗

イギリス植民地時代以降のラカイン族の民族運動（ラカインぞくのみんぞくうんどう）について詳述する。

## イギリス植民地時代
ラカインでは、1429年から1785年にかけてアラカン王国というラカイン族の王国が栄えていたが、1785年にビルマ族のコンバウン朝によって滅ぼされた。1824年には第一次英緬戦争でコンバウン朝がイギリスに敗れ、ラカインはテナセリウム（現在のタニンダーリ地方域）とともにイギリスに割譲され、イギリス領インドのアラカン管区となった。ミャンマーは1886年に第三次英緬戦争に敗れ、完全にイギリスの植民地となり、1937年にはイギリス領インドから分離されイギリス領ビルマとなった。
イギリス植民地政府は、ミャンマーに二元統治制度を導入した。すなわちチン族、シャン族、カチン族、カレン族の居住地域は「辺境地域管理局（Frontier Areas Administration）」の管轄下に置いて伝統的指導者による間接統治にとどめ、それ以外の地域を「ビルマ本土（Ministerial Burma）」として直接統治したのである。ラカインはビルマ族と区別する積極的理由がないとされ、後者に区分された。イギリス植民地下でラカインは農漁業と交易の要衝としてそれなりに発展を遂げたが、このイギリスの統治政策は、ビルマ族によって自分たちの王国を滅ぼされ、民族の象徴だったマハムニ仏まで奪われたラカイン族の人々の民族意識をいたく刺激するものだった。
他のミャンマーの地域より約60年早くイギリスの植民地になったということで、ラカイン族の人々は教育水準が高く、多くのラカイン族の人々がイギリス植民地下で、銀行員や公務員などの要職に就いた。弁護士のポートゥン卿は、1941年1月12日に当時の首相・ウー・ソオが日本軍と通謀したかどで逮捕された後、首相に就任した。
1937年、イギリス領ビルマが成立すると、ラカイン族のさまざまな組織・団体を統合してアラカン民族会議（Arakan National Congress：ANC）が結成された。これはポートゥン卿や、ヤンゴンで独立運動を展開していたラカイン族僧侶・ウー・オッタマと同様、多数派のビルマ族と協力してラカインの独立・自治の獲得を目指す動きだった。一方、ラカイン族独自でラカインの独立・自治獲得を目指す動きもあり、その急先鋒だったラカイン族僧侶・ウー・セインダ（U Seinda）は、同年、仏教徒中央アウワダサルヤ機構（Buddhist Central Auwadasaruya Organisation：BCAO）を結成した。
なおラカイン族の民族主義者に僧侶が多いのは、ラカインにある仏教遺跡に対する誇りがナショナリズムに結びつきやすいという事情があったことが理由である。後述するアラカン共産党（CPA）の幹部・シュエター（Shwe Tha）とカインソー（Khaing Soe）の2人は神学の学位を持ち、かつては仏法の教師だった。アラカン民族解放軍（ANLA）の幹部・バーソーアウン（Ba Saw Aung）、トゥワンレー（Twan Re）、チョータンウー（Kyaw Than Oo）は元僧侶、アラカン解放軍（ALA）の元リーダー・カインイェカイン（Khaing Ye Khaing）、ソーナインアウン（Soe Naing Aung）、カインプレイテイン（Khaing Pray Thein）も全員元僧侶だった。

## 日本占領時代
イギリス植民地時代、ラカインにはバングラディシュから大量のムスリム移民が流入したが、ラカイン族との軋轢はそれほど深刻なものではなかった。1930年と1938年に、ヤンゴンでは大規模な反インド系移民暴動が起きたが、ラカインではほとんど暴力沙汰はなかった。ジャックス・P・ライダーは、その理由について（１）当時のラカイン北部は人口密度が低く、耕作可能な空き地が十分あった（２）ムスリムとラカイン族との間に住み分けができていた（3）ラカイン族の耕地所有者がムスリムの季節労働者の労働力に依存していたから、と述べている。
しかし、ラカインが日本軍とイギリス軍との間の戦場になると情勢が変わった。1942年に日本軍がミャンマーを占領し、アキャブ空港を占領する5月4日に先立つこと1ヶ月前の4月3日、アキャブに先に到着したビルマ独立義勇軍（BIA）が、アキャブの南にあるミンビャ（Minbya）、ミエボン（Myebon）、パウトー（Pauktaw）に住む少数派のムスリムを襲撃・殺害して、彼らを村から追放する事件が発生した。BIAはビルマ族を中心に構成され、直にムスリムに接したことがなかったので、根深い反インド系移民・反ムスリム感情を抱いていたと言われている。6月にはBIAはチャウトー（Kyauktaw）に住むムスリムを襲撃して、家屋やモスクを放火した。これに対してムスリムも反撃し、逃げこんだブティダウンやマウンドーの仏塔、寺院、ラカイン族の家屋を放火・破壊した。一説には、ムスリム、ラカイン族双方で4万人の死者が出たとも言われ、現在のバングラデシュ領にあたるインドへの避難民も発生した。
1943年のイギリスのラカイン奪還作戦の最中には、ラカイン族とムスリムがお互いを襲撃し合うという悲劇も発生した。またラカイン族がビルマ国民軍（BNA）傘下のアラカン防衛軍（Arakan Defence Army：ADA）に付いたのに対し、ムスリムはイギリス軍が結成したV・フォースに付いて諜報・破壊活動に携わり（イギリスはムスリム独立国家の創設を約束していたとも伝えられる）、これにより両者の対立が深まっていった。一説には、V・フォースの攻撃によって2万人以上のラカイン族が殺害されたと言われており、またムスリム側の証言によればほぼ同数のムスリムがラカイン族に殺害されたとも言われている。
この一連の衝突によりラカイン族とムスリムとの関係は大幅に悪化した。

## 独立期
大戦末期、日本軍が劣勢になると、1945年1月1日、アラカン防衛隊（ADA）は反乱を起こし、3月27日の反ファシスト人民自由連盟（AFPFL）の蜂起よりも早く、日本軍をラカインから追放した。しかしその後やって来たイギリス軍は、ADA始めウー・セインダなど武装したラカイン族に対して武装解除を迫り、ラカインの行政職に戦中協力したムスリムを起用したので、ラカイン族の人々は憤慨した。また戦後、新たにラカイン北部に流入してきた「ムジャヒッド（Mujahid）」または「ムジャヒディーン」と呼ばれるムスリムが反乱を起こしたり、パキスタンへの併合や独立国家の樹立を画策したことで、ムスリムとの関係も険悪なものになった。
この時、ラカイン族の民族運動は三派に分かれていた。1つは元首相ポートゥン卿率いる議会グループ、もう1つは、当時アウンザンウェイという人物が率いるようになっていたアラカン民族会議（ANC）、そしてウー・セインダが1945年1月に結成したアラカン人民解放党（Arakan People Liberation Party：APLP）である。当時、APLPは3,000人の兵力を擁し、日本軍を追放するとすぐさまイギリス軍に攻撃を仕掛けた。さらにビルマ共産党（CPB）、CPBから分裂した赤旗共産党がラカインでも活動していた。この中でAFPFLは、旧体制派の議会グループを避けてANCとのみ協力する選択をしたが、これが各派の分断にさらに拍車をかけた。
AFPFLの失策はさらに続いた。1947年2月、第2回パンロン会議が開かれたが、ラカイン族からはアウンザンウェイがAFPFLの一員として参加したのみで、ラカイン族の代表は招かれなかった。同年4月、ウー・セインダと赤旗共産党が連帯してアラカン左翼統一戦線（Aarakan Leftist Unity Front：ALUF）を結成、4月1日から3日にかけて全アラカン会議を開催し、700人の代表者が出席し、6万人の群衆が見守った。そして会議ではアウンサンとビルマ社会党のバースエも演説を行ったが、群衆は抗議と罵声で応えたと伝えられている。また1947年に制定された憲法では、「アラカン州」の設置が認められず、7つある「管区」の1つとされたばかりか、伝統的にラカインに所属するとされていたパレッワを含むアラカン丘陵地北部がチン特別区に編入され、ラカイン族の人々の激しい怒りを買った。
その結果、ラカイン全土で数百人の地方首長によるストライキ、僧侶が率いる大規模なデモ、さまざまな武装勢力による警察署、穀倉、倉庫への襲撃が起き、反乱鎮圧のために、グルカ兵、パンジャブ人、ビルマ警察からなる約7,000人のイギリス軍が投入された。これに対するアウンサンの態度は曖昧なままで、アウンサンは原則としてラカイン族の国家樹立要求を受け入れるとしながらも、憲法制定の際には、アウンザンウェイ以下AFPFLのラカイン族議員に対し、今その要求を認めると国家不統一の印象を国内外に与え、独立が遅れると述べたと伝えられている。
このように独立を機に、ラカインではむしろ分断と対立が深まっていった。

## 議会政治時代（1948年 - 1962年）

### 政党政治と武装勢力
ラカイン中部と南部の主要都市アンとグワでは、1956年から1958年まで人民民主戦線（PDF）という統一戦線を結成していたビルマ共産党（CPB）、赤旗共産党、、 人民義勇軍（PVO）、アラカン人民解放党（APLP）などさまざまな部隊の支配下にあった。 1957年には、チン族とその他の山岳民族の3つの小組織が結集し、ラカイン北部で武装組織を結成した。ラカイン北部では他にムスリムによるムジャヒディーンの乱が続いていた。
一方、議会政治に活路を見出す勢力もあり、1951年の総選挙では、独立アラカン議会グループ（のちにアラカン民族統一機構《ANUO》に発展）という政党が、アラカン管区で17議席を獲得し、3議席しか獲得できなかったAFPFLを圧倒した。彼らもまたラカインの独立と自治の獲得を目指す組織だったが、当時、ウー・ヌ首相は、ラカイン族、モン族、カレン族のための新州設立に「100%反対」と明言しており、結局、この時期には1952年にカレン州の設置が認められただけだった。
またこの時期、ラカインのムスリムからも議会に議員を送り出していたが、当初はラカイン族議員との間に同盟関係は築かれなかった。しかし、1955年にAFPFL以外の左右の政治勢力を結集した政治組織・国民統一戦線（NUF）が結成されると、ANUOやビルマ・ムスリム会議もこれを支持し、さらにウー・セインダのAPLP、ラカイン内のPVO、CPBの一部もこれに賛同した。そして1956年の総選挙でNUFは47議席を獲得し、左右のラカイン族の政治運動およびロヒンギャの政治運動が同盟関係を築き、さらには全国的な和平が推進されるかのように見えた。しかし、1958年に成立したネ・ウィンの選挙管理内閣の下、国軍の反乱軍に対する掃討作戦が激化するとこの機運も萎み、1960年の総選挙でNUFは1議席も獲得できない大敗を喫して瓦解した。

### 幻の「アラカン州」
ウー・ヌが再び政権を回復した1960年、今度はシャン族で、ビルマ連邦の初代大統領・サオ・シュエタイが、「真の連邦制」を求める運動を起こし、1961年6月、さまざまな民族のリーダーたちを集めてタウンジーで全州会議を開催し、（１）ビルマ族のための「ビルマ州」の設置、（２）国会上院議席への各州の同数割当て（３）中央政府の権限を外交や国防などに限定することを要求、そのための憲法改正を訴え、チン州、モン州、アラカン州の設置を求める決議もなされた。この会議にはラカイン族の代表も多数参加しており、会議後、ウー・ヌはアラカン調査委員会を設置して、1962年9月までにモン州とアラカン州を設置すると発表した。もっともラカイン族のすべての政治勢力がこの動きを支持したわけではなく、あくまでも武装闘争による独立・自治の獲得を目指す勢力も存在しており、1960年6月、退役軍人のマウンセインニュン（Maung Sein Nyunt）が元APLP幹部30人とともに親マルクス主義のアラカン民族解放軍（Arakan National Liberation Army：ANLA）を結成。さらに赤旗共産党の一部がアラカン共産党（CPA）の結成を画策する不穏な動きもあり、1962年3月にこれは実現した。
ところが、ウー・ヌは、アラカン州の設置に先立つ1961年5月、ラカイン北部に「マユ辺境行政区」というロヒンギャの自治区を設置した。しかも1962年に議会に提出されたアラカン州の設立に関する法案の中でも、マユ辺境行政区はアラカン州から除外されていた。自治区とはいえ、政府直轄地であり、その実態は反乱軍や密輸業者や不法移民の取締りを目的とした行政機構ではあったが、ラカイン族の人々の目には政府の裏切り行為に映った。
しかし、1962年にネ・ウィンがクーデターを起こし、軍事政権が成立すると、アラカン州もマユ辺境行政区も水疱に帰した。

## ビルマ社会主義計画党（BSPP）時代（1962年 - 1988年）

### 新興武装勢力
1960年代、ラカインで優勢だった武装勢力はビルマ共産党（CPB）で、北部のシットウェ県に「アラカン州」本部、アラカン・ヨマの東側と西部のチャウピューとトゥングップの間に「北西支部」を設置していた。一方で、赤旗共産党はCPBとANLAに押されて衰退気味で、議長のタキン・ソーは、ラカインから唯一、1963年にネ・ウィンが各武装勢力に呼びかけた和平交渉に臨んだ。
そんな中、新しい武装勢力が出現した。アラカン防衛軍（ADA）、人民義勇軍（PVO）の元リーダー・ボー・クラフラアウン（Bo Kra Hla Aung）が結成したアラカン民族統一機構（ANUO：以前の同名のANUOとは無関係）は短命に終わったが、1967年8月13日、アキャブで米不足に抗議する人々に国軍が発砲し、400人以上の死傷者・行方不明者が出るという事件（米殺しの日/Rice Killing Day）が発生したのを機に、アラカン独立機構 (Arakan Independence Organisation：AIO) とアラカン解放軍 (ALA)という2つの新しい武装組織が結成された。双方ともウー・ウータトゥン（U Oo Tha Tun）というラカイン族の著名な歴史家の影響下にあり、CPBのマルクス主義もBSPPのビルマ式社会主義も「ビルマ化」を促すものとして、否定的だった。
AIOは、1970年、マンダレー大学の学生組織が結成し、その後、KIO支配地域に赴いて軍事訓練を受けた。2年後、約80人のAIOの先遣隊は印緬国境に沿ってラカインに侵入し、チャウトーとミャウウーに拠点を築いた。ALAは1967年からから68年にかけて海軍兵のカインモールン（Khaing Moe Lun）が結成したが、結成メンバーが政府に逮捕されて一度頓挫。その後、1972年から74年にかけて、カインモールンたちはKNU支配地域に赴いて軍事訓練を受け、当地で正式にALAを結成した。ALAは、1976年に結成された少数民族武装勢力の連帯組織・民族民主戦線（NDF）の創設メンバーでもあった。この時期、隣の東パキスタンでは1971年に第三次印パ戦争が勃発、インド北東部ではミゾ国民戦線（MNF）が武装闘争を続けており、三国境地帯には兵器が溢れ、革命運動への共感と理解があったことも追い風となった。

### 標的となったラカイン族の武装勢力
1974年、新憲法が制定され、ラカインは念願の州へ昇格したが、その名称は伝統的名称にもとづく「アラカン州」ではなく、「ラカイン州」となった。そして1970年代後半から、長年放置状態だったラカイン州の武装勢力が国軍の標的になり始めた。
これまでラカイン州の武装勢力は小規模で取るに足らぬものだった。その理由について、バーティル・リントナーは、（１）ラカイン州が貧しく、武装勢力の資金源は米と医薬品の輸出から得られる利益のみだったこと（２）兵器の闇市場がある中国・タイから離れていたこと（３）ラカイン族の人々が、バングラデシュからのムスリム流入に繋がる紛争よりも安定を望んでいたことを挙げている。この時期、国軍がラカイン州を標的にし始めた理由についても明らかではないが、マーティン・スミスは（１）CPBやKNUの反乱鎮圧に目処がついたこと（２）三国境地帯の不安定な状況が、外国の介入やムスリムの大量流入を招くことを懸念したからではないかと考察している。実際、国軍は1978年2月に、ラカイン州北部で国籍審査を名目にした「ナガーミン作戦」を発動し、約30万人のロヒンギャがバングラデシュに流出する事態を招いている。
いずれにしろ国軍は、ラカイン州に2つの戦術師団を設置して、1977年頃から「四断（フォーカッツ）作戦」を実施し、アラカン・ヨマに陣取っていたCPBを壊滅させた。同年、AIOの第二陣がカチン州からラカイン州内の拠点に向かっている途中、チン州の国境沿いで、国軍とインド軍双方の待ち伏せ攻撃に遭い、58人のメンバーのうち15人が戦死し、ラカイン州に到り着いたのは6人のみという惨憺たる様で、事実上壊滅した。またALAもKNU支配地域からラカイン州へ向かう途中、チン州で国軍とインド軍双方の待ち伏せ攻撃に遭い、カインモールンを含む50人以上のメンバーが戦死した。以後、ALAは三国境地帯に本部を置き、KNU支配地域に50～100人の部隊を置く小規模な活動に留まっている。その後も国軍のラカイン州における掃討作戦は続き、1980年に恩赦が発表された際には、CPB北西支部司令官テットゥン（Thet Tun）、CPA創設者・チョーザンリー（Kyaw Zan Rhee）、AIO共同創設者・トゥンシュエマウン（Tun Shwe Maung）が政府に降伏した。
それでもBSPPの経済失策により生まれた闇市場からの利益、インド政府と停戦合意を結んでインドに撤退したMNFが三国境地帯に残していった兵器・設備を元手に、各武装勢力は細々と活動を続けていた。1985年にはAIO、ALA、CPAが連帯してアラカン民族統一戦線（National United Front of Arakan：NUFA）を設立したものの、内紛が激しく、その活動は低調なものに終わった。ただし、教育水準が高いラカイン族は武装勢力の世界では重宝され、たとえば1985年にはCPBとKNU/NDFが画期的な停戦合意を結んだが、その際のCPB代表団団長はチョーミャ（Kyaw Mya）、KNU/NDF代表団団長はウー・ソーアウン（U Soe Aung）で、いずれもラカイン族だった。

### ラカイン族とロヒンギャの対立の顕在化
ただこの時期、1978年の「ナガーミン作戦」、1982年の国籍法改正を受けて、ロヒンギャ愛国戦線（RPF）やロヒンギャ連帯機構（RSO）などのロヒンギャ武装勢力が、ロヒンギャのアイデンティティを強く訴える動きを見せたことにより、1978年の大量流出劇の際にはAIOが同情の意を示すなど、これまで比較的ロヒンギャに寛容だったラカイン族の武装勢力が、ロヒンギャに対する警戒心が強めることになった。ALAはRPFがNDFに参加することに断固反対の立場を取り続けた。1982年には、カマン族の妻を持つ自称「アラカン・ムスリム」のウー・チョーフラ（U Kyaw Hla）が、アラカン解放機構（Arakan Liberation Organisation:ALO）を結成し、非ロヒンギャ勢力としてNDFへの参加を試みたが、これもALAの反対に遭って頓挫した。

## SLORC/SPDC時代 (1988年 - 2011年）

### 政党の躍進と挫折
8888民主化運動を鎮圧後、クーデターを起こして成立したソーマウン率いる国家法秩序回復評議会（SLORC、1997年に国家平和発展評議会《SPDC》に改組）の下で、1990年5月27日に複数政党による総選挙が実施された。ラカイン州からは、既述したAIO・ALAに影響を与えたウー・ウータトゥン率いるアラカン民主連盟（ALD）と小規模な左派政党・アラカン人民連合機構（APUO)、そしてロヒンギャの人権国民民主党（NDPHR）が参加。ALDはラカイン州の総議席26のうち11議席を獲得して、9議席に終わったアウンサンスーチー率いる国民民主連盟（NLD）を抑えて州第1党となり、全国レベルでもNLDとシャン諸民族民主連盟（SNLD）に次いで第3党となった。ロヒンギャのNDPHRも4議席を獲得した。しかし選挙結果を受け入れないSLORCは、各政党に対する弾圧を開始。選挙前に逮捕されたウー・ウータトゥンは1990年に獄死し、ALD、NDPHRは1992年に活動禁止処分を受けた。

### 武装勢力における世代交代と国軍の掃討作戦
このように政党活動が禁止されたため、この後しばらくラカイン州では武装勢力が活発化した。
8888民主化運動を機に、アラカン独立機構（AIO）、アラカン解放軍（ALA）、アラカン共産党（CPA）からなるアラカン民族統一戦線（NUFA）は、古参のアラカン民族解放党軍（ANLA）、部族民族党（TNP）の他、若手活動家が結成したアラカン民族民主軍（National Democratic Force of Arakan：NDFA）を加え、この際、AIOとALAは一時的に合併した。新生NUFAの武装組織は、新アラカン建設軍（New Arakan Construction Army：NACA）と名付けられた。さらに1988年11月、全アラカン学生同盟（All Arakan Student Union：AASU）が設立され、その後、三国境地帯で全ビルマ学生民主戦線（ABSDF）「901連隊」と、政府の迫害を受けたALDのメンバーからなる亡命ALD（ALD-in-exile：ALD《E》）が結成された。NDFのメンバーだったALAは、NUFA、ABSDFとともに泰緬国境地帯で結成されたビルマ民主同盟（DAB）の設立メンバーとなった。彼らが重視したのは、連邦主義、人権、民主主義といった価値観で、共産主義には関心を示さなかったこともあり、ラカイン州にわずかに残っていたビルマ共産党（CPB）の残党は孤立し、1997年に政府と停戦合意を結んでその活動を終えた。
しかしこのような武装勢力の活発化は国軍の警戒心を呼び起こした。この時、国軍はラカイン州に関する3つの不穏な情報を入手していた。1つは、元ALA司令官・ボー・カインラザ（Bo Khaing Raza）率いるアラカン軍（AA）が、NUFAなどと協力するためにKNU支配地域から三国境地帯まで海路で移動し始めたこと。もう1つは、RSOとアラカン・ロヒンギャ・イスラム戦線（ARIF）が新たな兵器と資金を得て、三国境地帯で軍事訓練を強化していること。そして、KNUがエーヤワディー・デルタ地帯に再進出しようとしていることである。これが実現すれば、カレン州～エーヤワディー地方域～ラカイン州が1つに繋がり、反政府統一戦線を築く恐れがあった。
これに対して国軍は1991年から1992年にかけて大掛かりな掃討作戦を発動した。1991年4月、AA（１）はパウトーに上陸し、二手に分かれてNUFAとの合流を目指したが、国軍はこれに攻撃を加えて合流を阻止。RSOとARIFに対しては「清潔で美しい国作戦」と名付けられた掃討作戦を発動して、約25万人の難民がバングラデシュに流出する事態となった。1991年後半には、エーヤワディー地方域・ボガレに侵入したカレン民族解放軍（KNLA）の小規模な部隊に攻撃を加え、317人のKNLA兵士を殺害、これを壊滅させた。この掃討作戦を受けてNUFAは、拠点を印緬国境のパルヴァキャンプ（Parva Camp）に移動させ、1994年1月4日、アラカン民族統一党（The National United Party of Arakan：NUPA）という単一組織に改組した。しかし1年後、CPAのメンバー70人が離脱してアラカン民主党 (DPA) を結成し、同年NUPAはDABからも脱退した。
既存組織の離合集散ぶりに失望したラカイン族の若者たちは、1995年、全アラカン学生青年会議（All Arakan Students and Youth Congress ：AASYC）を結成した。ABSDF（アラカン）の他、ラカイン州、バングラデシュ、インド、タイの若者や若い僧侶が参加し、のちにアラカン軍（AA）を結成するトゥワンムラッナインや書記長のチョーハン（Kyaw Han）もメンバーで、チョーハンは会長を務めたこともあった。AASYCは「失われたアラカンの主権」の回復を目的に掲げ、すべての革命組織と協力すると主張した。しかし政治活動に飽きたらない一部のメンバーが、1997年3月、NUPAとAAに合流し、若者世代もまとまりきれなかった。

### ラカイン族とロヒンギャの武装勢力の同盟、政党の同盟、ラカイン族の武装勢力と非武装勢力の同盟
1998年2月8日、NUPAとKNLAの40人の合同軍がインド政府の黙認を得て、軍事基地を設置すべく、2艘のボートに兵器を満載して泰緬国境からアンダマン諸島のインド領の島・ランドフォール島に上陸した（「リーチ作戦」と呼ばれる）。しかしインドはこれを裏切り、合同軍が上陸するや全員当局に拘束され、リーダーのカインラザ含む6人が処刑された。他のメンバーも2011年までインド当局に拘束され、その後難民認定を受けてオランダに移住した。なぜインド当局が裏切ったか、真相は謎のままだが、この事件でNUPAは大打撃を受けた。
この危機的状況で、NUPAはアラカン・ロヒンギャ民族機構（ARNO）と同盟を組み、2000年、アラカン独立同盟（Arakan Independence Alliance：AIA）を結成した。これは、1948年の独立以来、ラカイン族とロヒンギャの武装勢力が初めて同盟を組んだ画期的な試みだった。この同盟は軍事作戦も敢行したが、その主目的は両コミュニティ間の相互理解を促すことだった。ただすべてのラカイン族の武装勢力がAIAに賛同したわけではなく、AIAが泰緬国境に軍事基地を設立しようとすると、ALPとDPAはこれを阻止した。
政党政治の復活も試みられた 1998年9月、ALDは、1990年の総選挙に出馬したNLD、SNLD、モン民族民主戦線（MNDA）、ゾミ国民会議（ZNC）とともに、人民議会代表委員会 (Committee Representing the Peoples Parliament:CRPP) を結成、ロヒンギャのNDPHRにも参加を促したが、すぐにALD議長・ソームラアウン博士（Dr Saw Mra Aung）が2年以上拘束され、ALDとCRPPの書記長だったエー・ター・アウンは懲役21年の刑を受けた。4年後、ALDの幹部たちは再び政党政治の復活を試み、2002年、9つの民族政党を結集して2002年、統一民族同盟（UNA）を結成した。しかし、2005年にSNLDとUNAの議長・クントゥンウーが大逆罪の罪で懲役93年の刑を受け、その活動は頓挫した。
ラカイン族とロヒンギャの武装勢力の同盟、ラカイン族の政党の結集がいずれも頓挫する中、2004年3月ラカイン族の武装勢力と非武装勢力を結集したアラカン民族評議会（ANC）が結成された。参加した組織はNUPA、ALA、DPA、ALD (E)、AASYC、仏教徒ラカインサンガ連合（BRSU）、アラカン女性福祉協会（AWWA）、ラカイン女性連合（RWU）などである。しかし結成当初から、ロヒンギャの組織を排除している点を批判され、2006年、ニューデリーで開催されたANC大会で、他のメンバーがNUPAにARNOとのAIA同盟関係を終わらせるよう要求し、NUPAが拒否したことで、ANCは2つの派閥に分裂し、弱体化した（2009年に修復）。

### 大型開発プロジェクトとアラカン軍の誕生
ラカイン州はミャンマーでももっとも貧しい地域の1つであり、職を求めて多くの若者が国内外に流出した行き先はカチン州の翡翠鉱山、インド、タイ、マレーシアなどで、2000年までに推定50万人のラカイン族移民がいると言われている。
しかし2000年代に入り、そのラカイン州で複数の大型開発プロジェクトが動き始めた。1つは、州西部の沖合にあるシュエガス田である。これはSPDCと韓国およびインドの企業連合によって2000年に開始され、当初、インド、中国、タイが輸入希望の意思を表明していたが、2009年に中国に決定し、2013年から産出が始まった。ガスはパイプラインでチャウピュを経て中国の昆明にまで運ばれた。2017年には中国が中東から輸入した石油のパイプラインも追加され、これで中国は”マラッカジレンマ”を回避できるようになった。また2008年からはカラダン川複合輸送計画も始まった。これはアキャブを商業港として開発し、コルカタへ向かう海路と、カラダン渓谷を経由してインド北東部へ向かう陸路を整備する計画で、これによってインドは双方への移動時間は数日間短縮することができた。
しかしこれらの計画はラカイン州の住民の承諾なしに行われ、地元に利益をもたらさないのではないか、人権侵害や環境破壊が進むのではないか、軍政支配が強化されるのではないかという懸念が住民の間に広まった。実際、SLORC/SPDC時代は、ラカイン州はカチン州に次いで2番目に外国直接投資の多い地域だったが、地元には生活が豊かになったという実感は乏しく、アンにある国軍西部司令部は、2006年までに、3つの戦略司令部と43個大隊が設置され、増強が進んでいた。

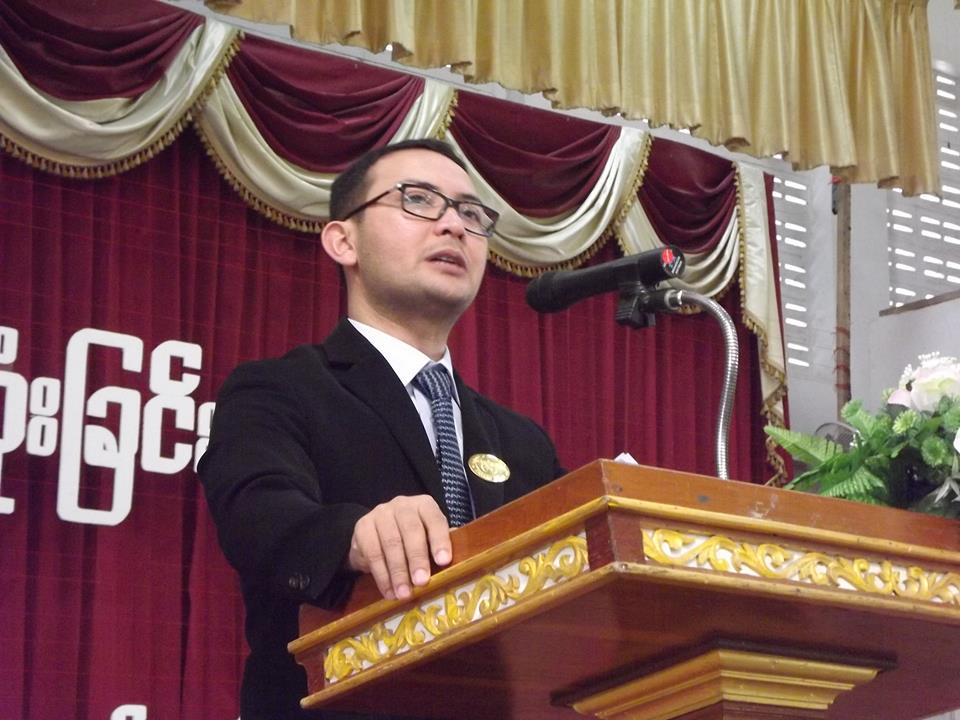
トゥワンムラッナイン

そんな中、2009年4月10日、カチン独立軍（KIA）の本拠地であるカチン州のライザ（ミャンマー）で、アラカン軍（AA）とその政治部門・アラカン統一連盟 (ULA) が結成された。リーダーは元旅行ガイドのトゥワンムラッナインという人物で、（１）多民族アラカン人の自決（２）アラカン人の民族的アイデンティティと文化遺産の保護と促進（３）アラカン人の「国家の尊厳」と最善の利益をその目的に掲げ、それを「ラキータの道（Way of Rakhita）」と称した。
ビルマの植民地支配と人種差別主義政権の下、アラカンは現在ミャンマーで最も貧しい州となっており、アラカンの人々は不平等、貧困、飢餓の悪循環に陥っている。これらの大きな苦しみと悲劇は、アラカン人の新しい世代に国家革命を起こす以外の選択肢を与えなかった。
当時、AAはメディアでもあまり注目されることはなかったが、ラカイン州の若者の間で静かに支持が拡がっていった。

## テインセイン時代（2011年1 - 2015年）
2008年憲法にもとづく2010年の総選挙には、アラカン民主連盟（ALD）、統一民族同盟（UNA）はNLDとともにボイコットしたが、獣医師のエーマウン率いるラカイン民族発展党（RNDP）が参加し、連邦議会で16議席を獲得して第4党となり、ラカイン州議会でも最大議席数を獲得し、3つのレベルの議会で計35議席を獲得するという大勝利を収めた。テインセイン政権下で諸々の改革が進む中、ラカイン州の状況も改善することが期待された。
しかし2012年5月、ラカイン族の少女が、ロヒンギャの男性に強姦されて殺害された事件をきっかけに両者の間に衝突が発生。10月までに150人以上が死亡、10万人以上の避難民が出る惨事となった。この事件以降もラカイン州ではムスリムと仏教徒の衝突が頻発、ラカイン州以外でもメイティーラ、ヤンゴン近郊のオッカン、ラーショーで反ムスリムの暴動が発生し、多数の死傷者が出た。一連の事件はアシン・ウィラトゥ率いる969運動、それを引き継いだミャンマー愛国協会（マバタ）が煽ったものとされているが、ラカイン族の人々の間では、バングラデシュとパキスタンの支援を受けた「ベンガル人」による「ラカイン州をイスラム国家に変える」陰謀の一部であるという主張がされた。そして、既述したラカイン州における大型開発プロジェクトからの疎外感も相まって、ラカイン族の人々の民族感情を刺激し、「ロヒンギャを優遇している」と見なされたロヒンギャ避難民を支援する国際機関や国際NGOに対する抗議デモが勃発、2014年3月、ラカイン族の暴徒がアキャブの国際機関・国際NGOの事務所を襲撃し、彼らをラカイン州から撤退させた。
またテインセイン政権下で進められていた少数民族武装勢力との停戦合意のプロセスも、ラカイン族の人々の民族意識を刺激した。政府がラカイン州における交渉相手に選んだのは、アラカン解放軍（ALA）で、ALAは2012年4月、政府と停戦合意を結び、2015年10月15日の全国停戦合意にも署名した。しかしALAは泰緬国境地帯で活動しており、ラカイン州で本格的武装闘争を行ったことがなく、その代表正当性に疑問符が持たれた。またこの時期、他のラカイン族の組織・団体がロヒンギャに対して慎重な姿勢を崩さなかったのに対し、ALAは「ラカイン族は、ベンガル人の脅威に対する国家の最前線の防波堤として行動している……ALAは、政府と国民に対し、共通の危険に対するこの闘争に参加するよう促してきた」などと民族意識を煽る発言を繰り返した。
何はともあれ、この時期普及したばかりのSNSを駆使してラカイン族の人々の間で熱い支持を集め、KIAやMNDAAなどの戦闘に参加して戦闘経験を積んで、めきめきと頭角を現していたアラカン軍（AA）の存在を、政府は完全に軽んじていた。2014年11月、国軍がKIAの本拠地であるライザ近郊の戦闘幹部訓練施設に砲弾を撃ちこみ、23人が死亡・20人が負傷する事件が発生し、この中にはAAの兵士8人も含まれていた。2015年4月には、ラカイン州のチャウット―とチン州のパレッワで国軍とAAは初めて軍事衝突した。
2015年の総選挙には、ALDとRNDPが合併してアラカン民族党（ANP）を結成して臨み、連邦議会で22議席を獲得して第3党となり、3つのレベルの議会で計45議席を獲得するという、1990年の総選挙も2010年の総選挙も上回る大勝利を収めた。しかしANPは、選挙期間中、「国籍を愛そう。純血を保とう。ラカイン族であろう。ANPに投票しよう」をスローガンとし、副議長が「わが党の方針は、ベンガル人を受け入れず、『ロヒンギャ』という名前も認めないことである」と発言するなど、民族意識を煽り続けた。

## NLD時代（2016年 - 2020年）
国内外の期待を一身に背負って誕生したスーチー率いるNLD政権だったが、ラカイン州の状況はむしろ悪化した。
2008年憲法では大統領が各州・地方域の首相を選ぶことになっていたが、NLD政権は、ラカイン州首相に、州議会で最多議席を獲得したANP党首ではなく、NLDの国会議員・ウー・ニープー（U Nyi Pu）を選んだ。またスーチーの肝いりで、2016年から2020年までの間に計4回、連邦和平会議 - 21世紀パンロンという少数民族武装勢力との和平会議が開かれたが、ラカイン族代表は相変わらずアラカン解放軍（ALA）だけで、アラカン軍（AA）もアラカン民族評議会（ANC）も招待されず、これはラカイン族の人々からは政府による分断統治策だと捉えられた。2018年1月16日には、ミャウウーで開催予定だったアラカン王国233周年記念式典が当局によって直前に中止され、抗議した数千人の人々に対して治安部隊が発砲、7人が死亡した。さらにその前日、当時現職の国会議員だったエーマウンと作家のワイヒンアウン（Wai Hin Aung）が、文学集会で行った演説により大逆罪と不法結社の罪で起訴され、2人とも懲役20年の刑を受けた。そして2020年の総選挙では、治安悪化を理由にラカイン州北部で選挙が中止されたせいで、前回躍進したアラカン民族党（ANP）は連邦議会において22議席から8議席へ大幅に議席を減らしたーーNLDのこのような姿勢は、ラカイン族の人々の神経を逆なでし、AAへの支持をいっそう強めた。
そして2016年10月、2017年8月の2度にわたり、ロヒンギャの武装組織・アラカン・ロヒンギャ救世軍（ARSA）による攻撃をきっかけに、大規模なロヒンギャ流出劇が起こった。特に2017年のものは、約70万人のロヒンギャがバングラデシュに流出するという未曾有の流出劇となった。これに対してラカイン族の人々は、この混乱に乗じて国軍がラカイン州の支配強化を狙っていると警戒心を強め、2017年11月、AAはカラダン川付近で国軍部隊を待ち伏せ攻撃し、国軍兵士11人が死亡、14人が負傷した。これは当時、ラカイン州の武装組織が国軍に与えた最大の人的損失だった。AAと国軍との戦闘は、総選挙の実施のために2020年10月に一時休戦するまで続いた。

## 2021年クーデター後
2021年クーデターが起きた時点で、ラカイン族の主要政治アクターは、アラカン軍（AA）、アラカン解放軍（ALA）、アラカン軍（カレン州）の武装勢力とアラカン民族党（ANP）だった。しかし、クーデター後、ミャンマー全土が内戦に突入したことにより、俄然、AAのプレゼンスが大きくなった。
クーデター当初、国家行政評議会 (SAC) はAAのテロ団体指定を取り消したり、日本財団の笹川陽平の仲介で停戦合意を結んだりして懐柔策を取っていたが、2023年10月の1027作戦以降、両者は本格的に戦闘に突入。戦況はAA優位に進み、2024年12月21日には、AAはアンにある西部軍管区司令部を占拠した。国軍の地方司令部が占拠されたのは、ラーショーの北東軍管区司令部に次いで2つ目で、これでAAはアキャブ、チャウピュー、チェドバ島を除くラカイン全土をほぼ掌握した。2025年2月現在、AAは国軍の兵器工場（カパサ）が多数あるマグウェ地方域と国軍の南部地方司令部があるエーヤワディー地方域のパテインに進軍している。ただロヒンギャを村から立ち退かせたり、徴兵したり、虐殺したりしていると国内外から非難を浴びている。